# Bergen Travpark
Bergen Travpark er en travbane som ligger i bydelen Åsane, ca. 15 km fra Bergen centrum. Travparken er en af Norges hurtigste og nyeste travbaner. Anlægget åbnede 15. juni 1985 og har plads til 25000 tilskuere.
Det er 10 forskellige travtrænere med stald på travparken, blandt andet Ove Wassberg. Tidligere har også Frode Hamre, Vidar Hop, Atle Hamre, Tom Erik Solberg, Herman Tvedt, Gunnar Austevoll og Mette Mathisen været tilknyttet parken.

## Rekorder
Der er sat to registrerede norgesrekorder på Bergen Travpark. Den ældste rekord blev sat af varmblodshesten Istad som blev kørt af Vidar Hop, for firårige hingste/vallakker på volte og med tiden 1.14.3 over 1620 meter, 15. oktober 2005. Den anden rekord, også for firårige hingste/vallakker, for koldtblodsheste, sat 24. oktober 2009 af hesten Bork Odin med kusken Tom Erik Solberg. Kilometertiden blev 1.21.4 over 1600 meter. Dette var et autoløb.
60°29′N 5°23′Ø / 60.49°N 5.39°Ø